# スーパーマリン アタッカー
アタッカー
飛行するアタッカー F.1 WA487号機
(1951年撮影)
- 用途：戦闘機
- 分類：艦上戦闘機(海軍向け、空軍向け)
　　　戦闘攻撃機(海軍向け)
- 製造者：スーパーマリン社
- 運用者

  -  イギリス海軍艦隊航空隊(FAA)
  -  イギリス海軍志願予備員(RNVR)
  -  パキスタン空軍(PAF)
- 初飛行：1946年7月27日(空軍向け アタッカー)
　　　　1947年(海軍向け シーアタッカー)
　　　　1950年4月4日(シーアタッカーF.1)
- 生産数：185機
　　　　(うちプロトタイプ3機)
- 生産開始：1951年8月
- 運用開始：1951年8月(F.1)
　　　　　1952年3月(FB.1)
　　　　　1952年7月(FB.2)
- 退役

  - FAA  1954年
  - RNVR 1957年
  - PAF  1964年
- 原型機：スパイトフル

アタッカー（Supermarine Attacker ）は、イギリスのスーパーマリン社が開発し、イギリス海軍などで運用されたジェット戦闘機である。

## 概要
イギリス海軍における初のジェット艦上戦闘機で、少数生産で終わったスーパーマリン スパイトフル戦闘機の主翼をそのまま流用していた。また、ジェット機としては珍しく尾輪式であった。
試作機は1946年7月に初飛行したが、テストや訓練に手間取った為に部隊に配属されたのは1951年になってからだった。その後戦闘機、戦闘攻撃機として配備されたが、1957年にはホーカー シーホークと交替し全機退役した。イギリス以外ではパキスタン空軍で使用された。

## 開発経緯
1944年にイギリス空軍は、将来実用戦闘機として使用できる実験機の仕様を発表した。これに対してスーパーマリン社は、当時開発中だったスーパーマリン スパイトフル戦闘機の主翼を流用したジェット機で応募し、同年8月に試作発注を受けた。その後1945年7月には、空軍型と海軍型の双方が発注となったが、層流翼のトラブルや開発予算の削減により開発が遅れて、初飛行は1946年7月になってしまった。
その後1947年には海軍型が初飛行したが、この頃には空軍は本機よりさらに高性能の機体を求めたため、本機の発注はキャンセルされてしまった。これ以降は海軍用に開発が進められることになった。海軍型は1948年6月に墜落事故を起こしたが、操縦性改善のために垂直尾翼に背びれを付けた型がアタッカーF.1として60機の生産発注を受けた。

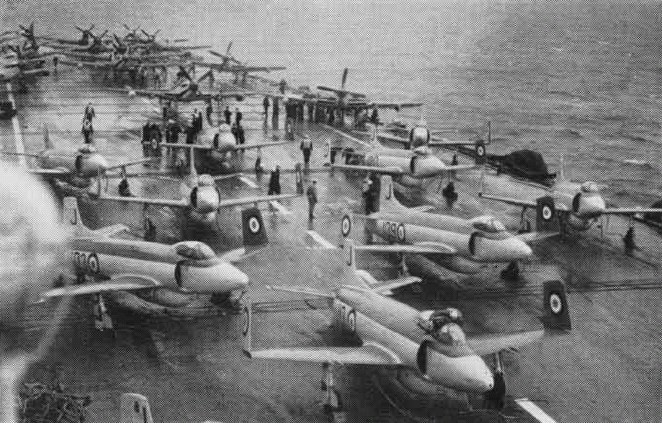
空母イーグル艦上のアタッカーFB.2とファイアフライ

戦闘機型のF.1が部隊配属されたのは1951年8月だが、戦闘攻撃機型であるFB.1が空母に搭載されるようになったのは1952年3月からだった。その後、エンジンを強化し機体の各部分を改修した型であるFB.2が作られた。FB.2はアタッカーの中で最も多く製造され、1952年7月から部隊に配属された。しかし、直線翼に二重車輪の尾輪式の降着装置という他国の戦闘機と比べて明らかに見劣りする機体だった上、尾輪式であることが原因で離着艦時にノズルからの排気が直接空母の飛行甲板にあたり甲板を傷めることが問題となった。結局1955年にはホーカー シーホークと交替して第一線を退き予備役に回り、1957年には全機退役した。朝鮮戦争やスエズ動乱には投入されずに終わった。
イギリス以外では、パキスタン空軍が陸上機型を36機導入し、1960年代初めまで使用した。

## ジェット・スパイトフル
本機はスパイトフル戦闘機の主翼をそのまま流用するなど、スパイトフルのジェットエンジン搭載型とも言える形で開発が進められた。そのため、本機をジェット・スパイトフルという名前で紹介している文献もある。また、スパイトフル戦闘機の製造機数を200機以上としている資料は、本機の製造機数（185機）を追加計上している。

## 諸元

アタッカー F.1

| 制式名称     | Attacker F.1                                   |
| ------------ | ---------------------------------------------- |
| 全幅         | 11.25m                                         |
| 全長         | 11.43m                                         |
| 全高         | 3.02m                                          |
| 翼面積       | 21m2                                           |
| 翼面荷重     | kg/m2                                          |
| 自重         | 3,826kg                                        |
| 正規全備重量 | 5,539kg                                        |
| 発動機       | ロールス・ロイス ニーン Mk.3（推力2,313kg）1基 |
| 最高速度     | 950km/h                                        |
| 上昇力       | 5,000mまで2分34秒                              |
| 航続距離     | 1,900km                                        |
| 武装         | ヒスパノ No.3 Mk.V 20mm機関砲 4門              |
| 爆装         | 454kg爆弾2発                                   |
| 生産数       |                                                |

### 各種形式

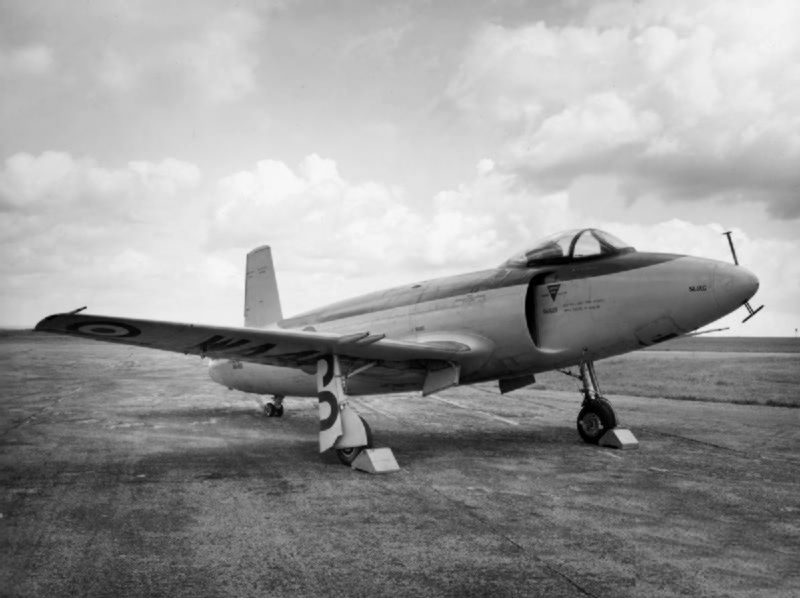
アタッカー F.1

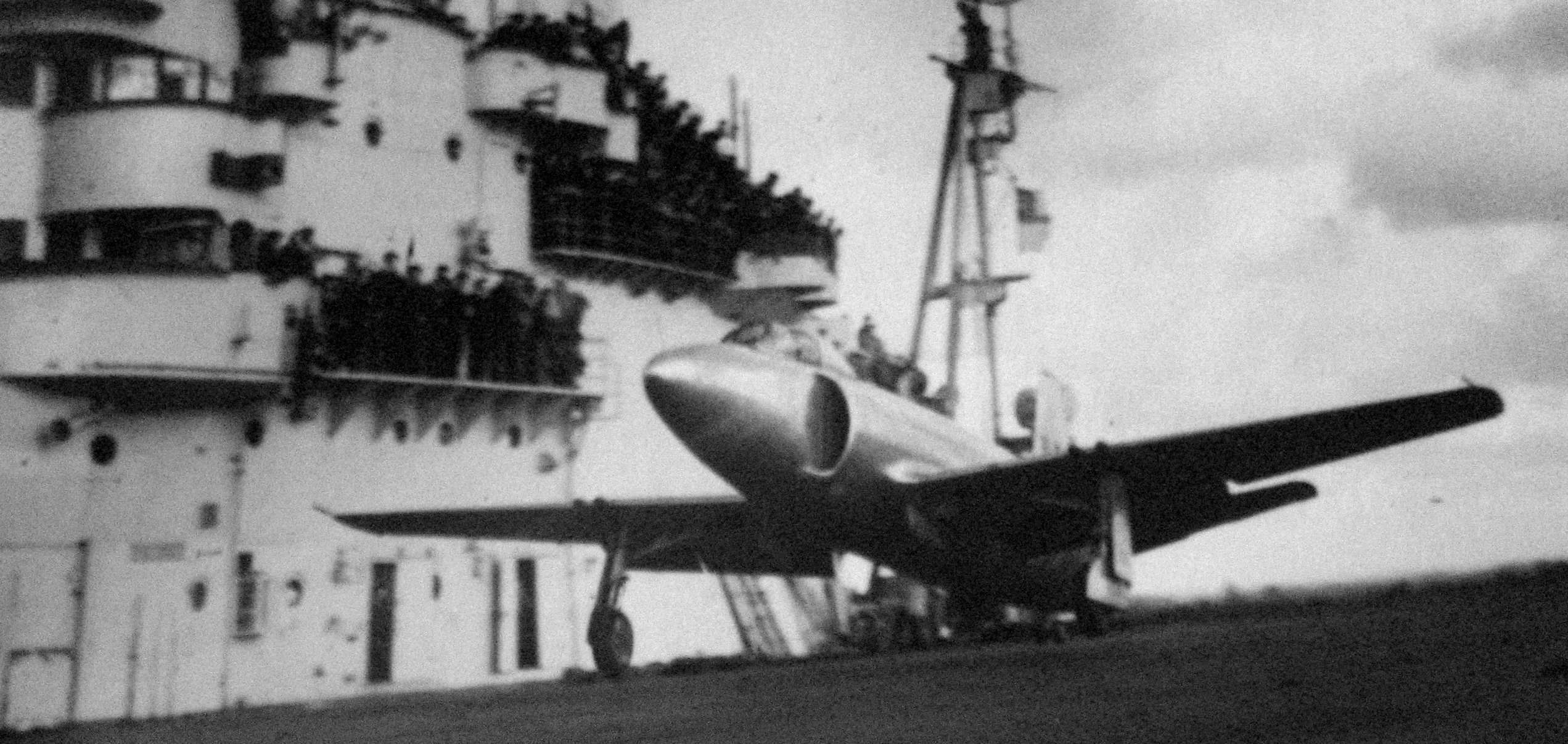
アタッカー FB.1

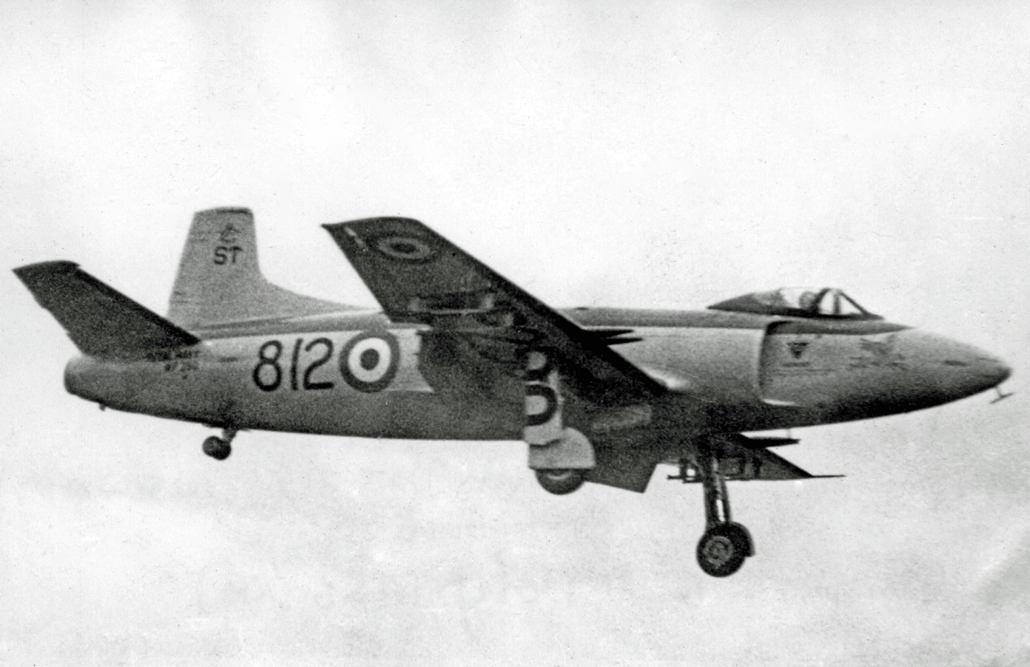
アタッカー FB.2

タイプ392
1944年8月30日に注文された3機のプロトタイプの空軍型。1機が製造され、1号機は1946年7月27日に完成した。
タイプ398
1944年8月30日に注文された3機のプロトタイプの海軍型。1機が製造され、1号機は1947年6月17日に完成した。
タイプ513
1944年8月30日に注文された3機のプロトタイプの海軍型の2つ目で、E.1のプロトタイプ。1号機は1950年1月24日に完成した。
F.1
1948年10月29日に発注され、サウスマーストンに建設されたプロダクションニーン3は、F.1として50機が製造され、途中から最後までの11機はFB.1として製造途中で改造された。生産されたF.1の初飛行は1950年4月4日に行われた。
FB.1
サウスマーストンでの最後の11機のF.1は、FB.1と新たに1951年3月27日に発注された追加型を製造していた。FB.1は、ロケット弾または爆弾を翼下に吊るして運ぶことができるように、設計段階から変更されていた。
FB.2
1950年11月21日に命名されたNene 102の24機と、1951年2月16日に発注された30機、1951年9月7日に発注された30機の改良型の総称。
タイプ538
1953年にパキスタン空軍への輸出用に、陸上運用のための給電システムを備えたF.1。36機が製造された。

## 現存する機体

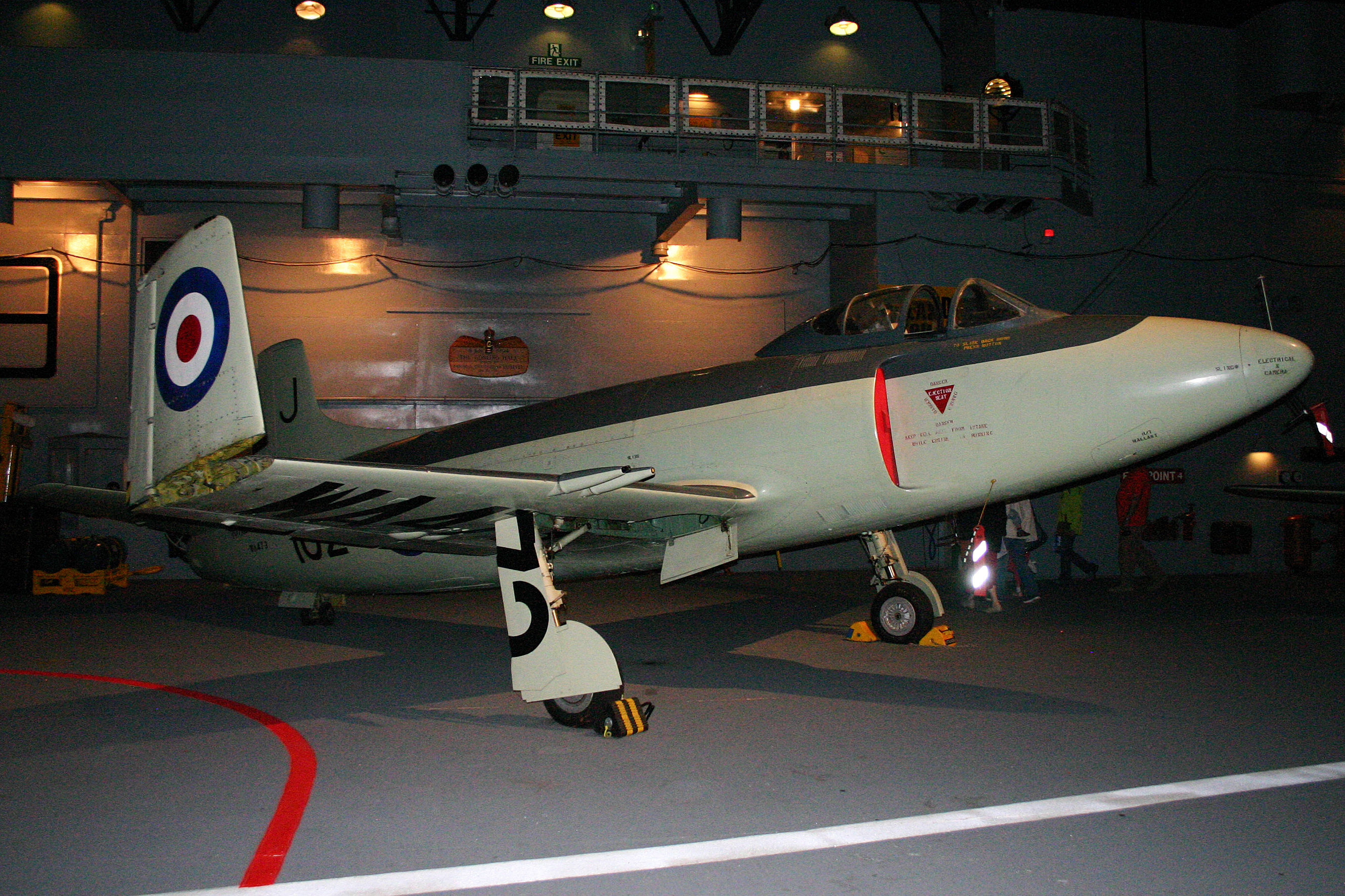

800スコードロンのマーキングをほどこされたFB.2。イギリス艦隊航空隊ミュージアムにある。

## 運用国
- イギリス
- パキスタン

## 登場作品
- 映画 超音ジェット機 1952年

本作に登場する試作機プロメテウスはアタッカーを使用して撮影されている。